# 광마우스

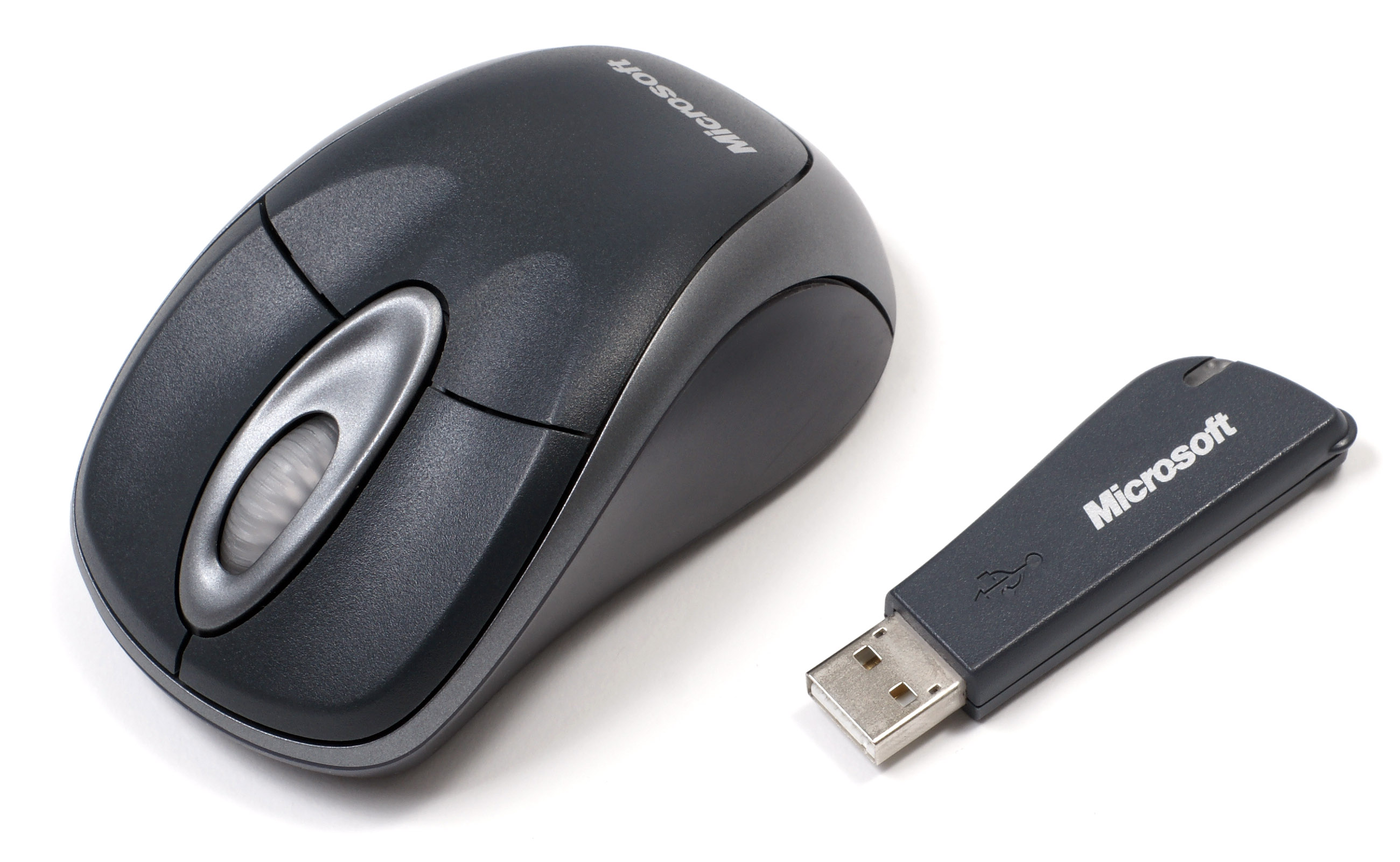
마이크로소프트의 무선 광마우스.

광마우스(영어: optical mouse) 또는 광학식 마우스는 표면에 대한 움직임을 감지하기 위해 일반적으로 발광 다이오드(LED)와 광다이오드 배열과 같은 광 검출기와 같은 광원을 사용하는 마우스이다. 광마우스의 변형은 움직임을 감지하기 위해 움직이는 부품을 사용하는 구형 기계식 마우스 디자인을 대부분 대체했다.
초기 광마우스는 미리 인쇄된 마우스패드 표면에서 움직임을 감지했다. 현대 광마우스는 종이와 같은 대부분의 불투명한 난반사 표면에서 작동하지만, 대부분은 광택이 나는 돌이나 유리와 같은 투명한 표면과 같은 정반사 표면에서는 제대로 작동하지 않는다. 암시야 현미경을 사용하는 광마우스는 이러한 표면에서도 안정적으로 작동할 수 있다.

## 기계식 마우스
일반적으로 광마우스라고 불리지는 않지만, 거의 모든 기계식 마우스는 고무볼에 의해 구동되는 한 쌍의 증분형 회전식 인코더 바퀴(하나는 좌우용, 다른 하나는 앞뒤용)의 구멍을 통해 적외선이 통과하는지 여부를 감지하기 위해 LED와 광다이오드를 사용하여 움직임을 추적했다. 따라서 "광마우스"의 주요 특징은 광학 장치를 사용한다는 것이 아니라, 마우스 움직임을 추적하기 위한 움직이는 부품이 전혀 없고, 대신 완전히 고체 상태 시스템을 사용한다는 것이다.

## 초기 광마우스

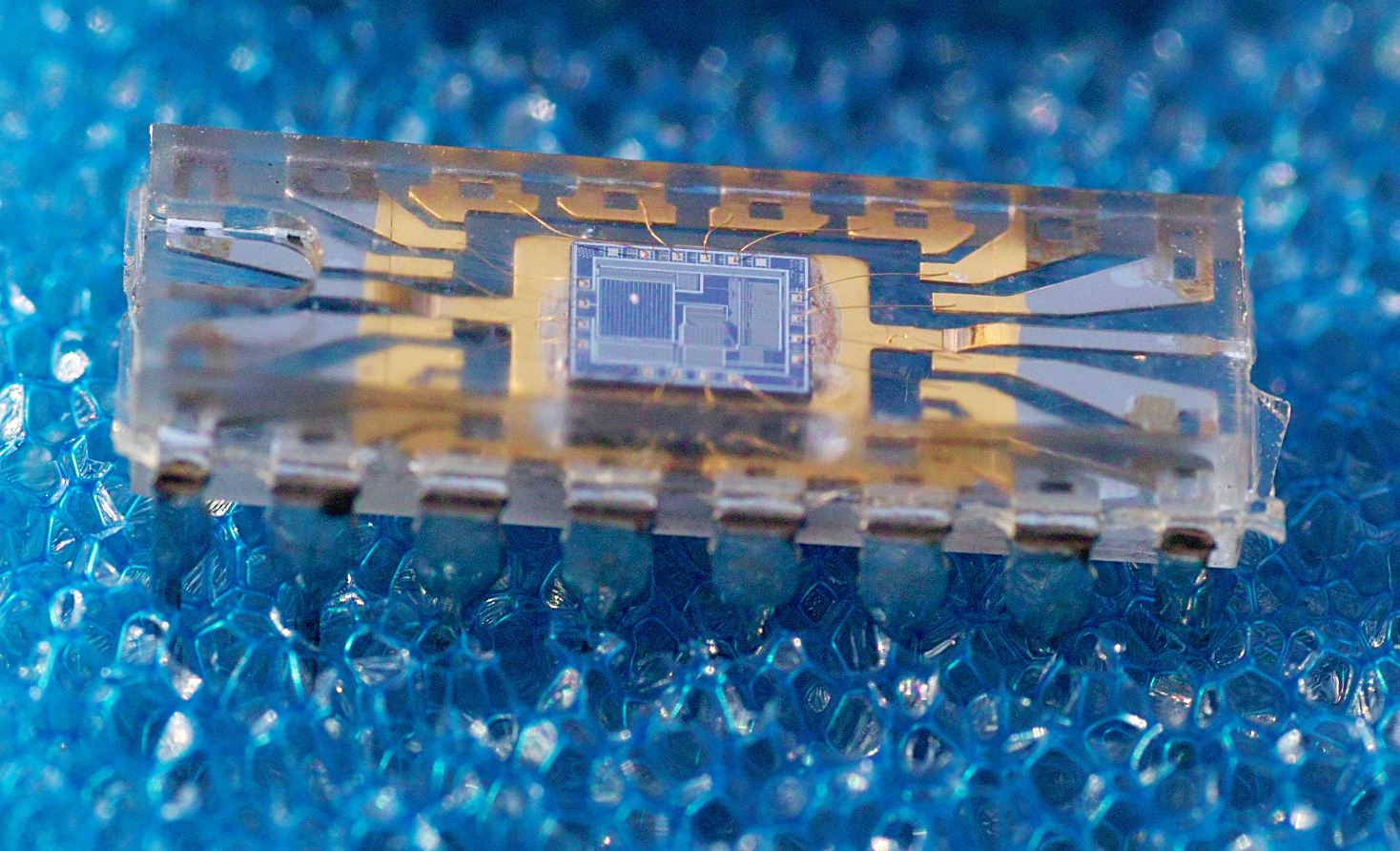
윌리엄스 및 체리의 역방향 패키징 디자인이 개발되기 전의 초기 제록스 광마우스 칩

1980년 12월 두 명의 독립 발명가가 처음 시연한 최초의 두 가지 광마우스는 서로 다른 기본 디자인을 가지고 있었다.
이 중 하나는 MIT와 마우스 시스템즈 코퍼레이션의 스티브 커시가 발명했는데, 특수 금속 표면에 적외선 흡수 잉크로 인쇄된 격자선을 감지하기 위해 적외선 LED와 4사분면 적외선 센서를 사용했다. 마우스의 CPU에 있는 예측 알고리즘은 격자 위에서의 속도와 방향을 계산했다. 다른 유형은 제록스의 리처드 F. 라이언이 발명했으며, n형(5 µm) MOS 집적 회로 칩에 통합된 동작 감지 기능이 있는 16픽셀 가시광선 이미지 센서를 사용했으며, 인쇄된 종이나 유사한 마우스 패드의 어두운 부분에 있는 밝은 점의 움직임을 추적했다. 커시 마우스와 라이언 마우스 유형은 매우 다른 동작을 보였다. 커시 마우스는 패드에 내장된 x-y 좌표계를 사용했으며 패드가 회전하면 올바르게 작동하지 않았지만, 라이언 마우스는 기계식 마우스와 마찬가지로 마우스 본체의 x-y 좌표계를 사용했다.

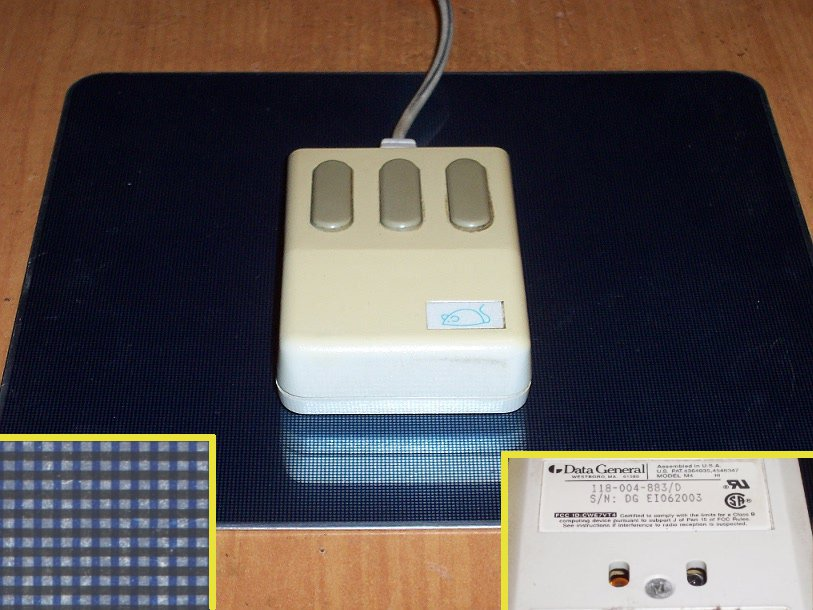
OEM 브랜드의 마우스 시스템즈(커시) 광마우스가 밑면과 마우스패드 패턴을 보여준다.

제록스 스타 사무실 컴퓨터와 함께 판매된 광마우스는 제록스 마이크로일렉트로닉스 센터의 리사 M. 윌리엄스와 로버트 S. 체리가 특허를 낸 역방향 센서 칩 패키징 방식을 사용했다.
마우스 시스템즈(커시) 디자인은 상업화되어 회사 자체에서 PC 호환 형태로 판매되었고 썬 마이크로시스템즈 워크스테이션과의 OEM 사용을 위해 리브랜딩된 변형과 데이터 제너럴에서 판매되었다.

## 현대 광마우스

### 광 센서

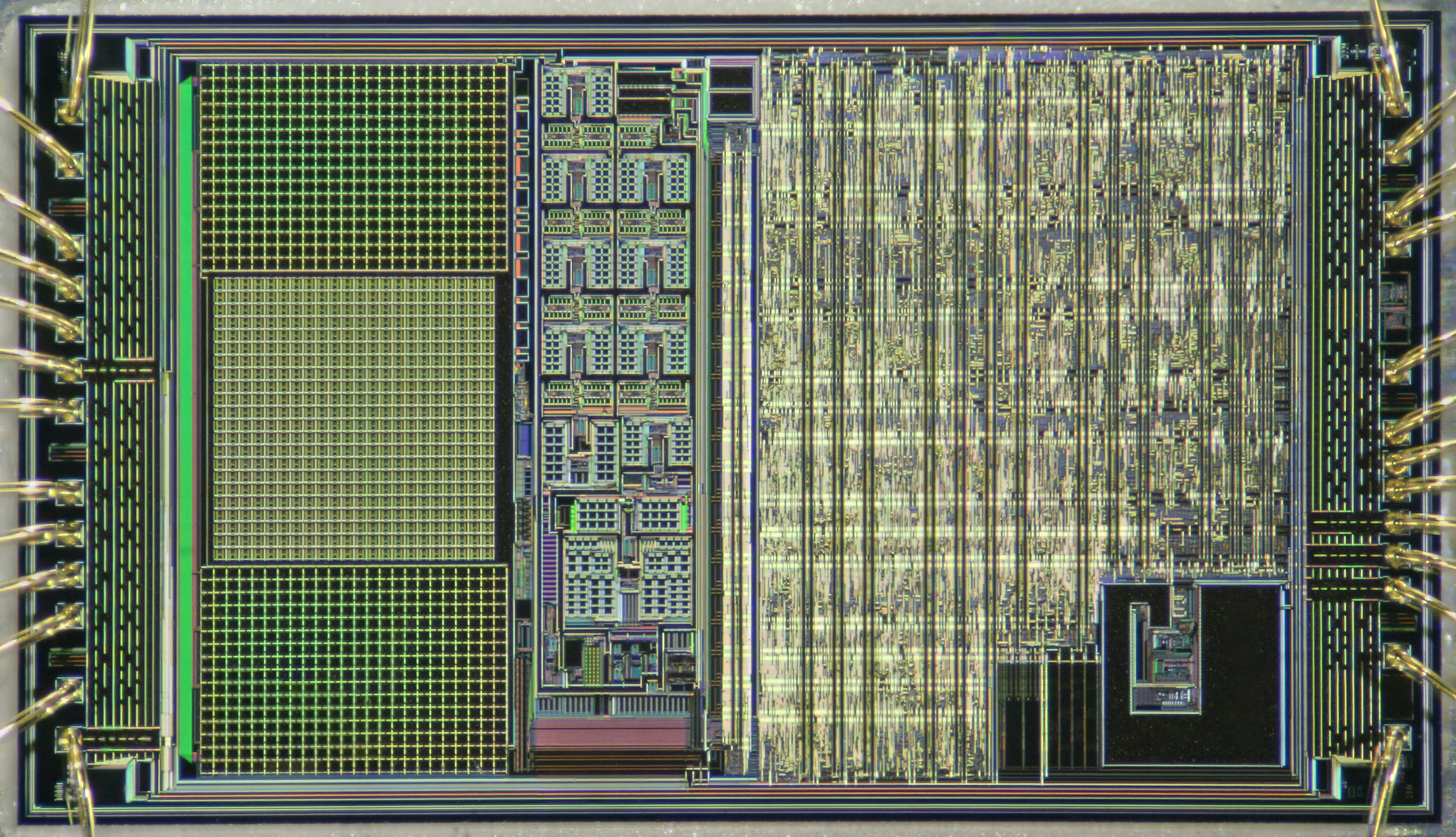
인텔리마우스 익스플로러 센서 실리콘 다이의 현미경 사진

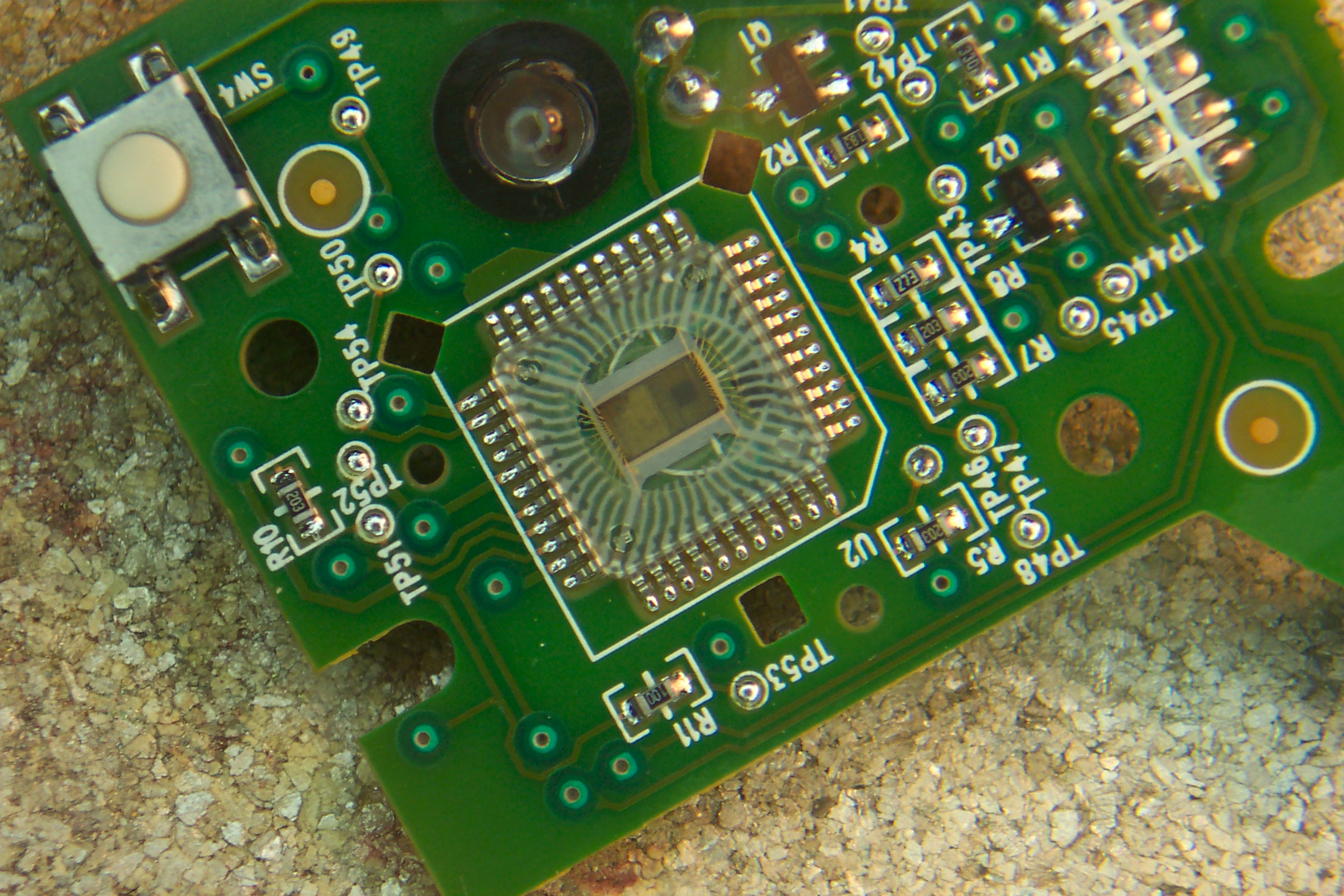
마이크로소프트 무선 인텔리마우스 익스플로러(v. 1.0A)의 광 센서

현대적인 표면 독립형 광마우스는 마우스가 작동하는 표면의 연속적인 이미지를 촬영하기 위해 광전자 센서(본질적으로 작은 저해상도 비디오 카메라)를 사용하여 작동한다. 컴퓨팅 파워가 저렴해지면서, 마우스 자체에 더 강력한 특수 목적의 영상 처리 칩을 내장할 수 있게 되었다. 이 발전으로 마우스는 다양한 표면에서 상대적인 움직임을 감지할 수 있게 되었고, 마우스의 움직임을 커서의 움직임으로 변환하여 특수 마우스 패드의 필요성을 없앴다. 표면 독립형 일관성 광학 마우스 디자인은 1988년 제록스의 스티븐 B. 잭슨이 특허를 냈다.
그러나 제록스의 발명은 대규모로 상업적으로 활용되지 못했고, 광마우스는 마이크로소프트가 1999년에 인텔리마우스와 인텔리아이, 인텔리마우스 익스플로러를 출시할 때까지 개인용 컴퓨터 시장에서 찾기 어려웠다. 이 마우스는 애질런트 테크놀로지스 자회사(아래 참조)에서 개발한 기술을 사용했다. 이 마우스는 거의 모든 표면에서 작동했으며, 먼지가 쌓이고, 마음대로 추적하며, 거친 취급을 유발하고, 자주 분해하고 청소해야 했던 기계식 마우스에 비해 환영할 만한 개선을 나타냈다. 다른 제조업체들도 곧 마이크로소프트의 선례를 따랐는데, 애플은 프로 마우스에 애질런트(HP에서 분사한 후)가 제조한 부품을 사용했고, 그 후 몇 년 동안 기계식 마우스는 구식이 되었다.

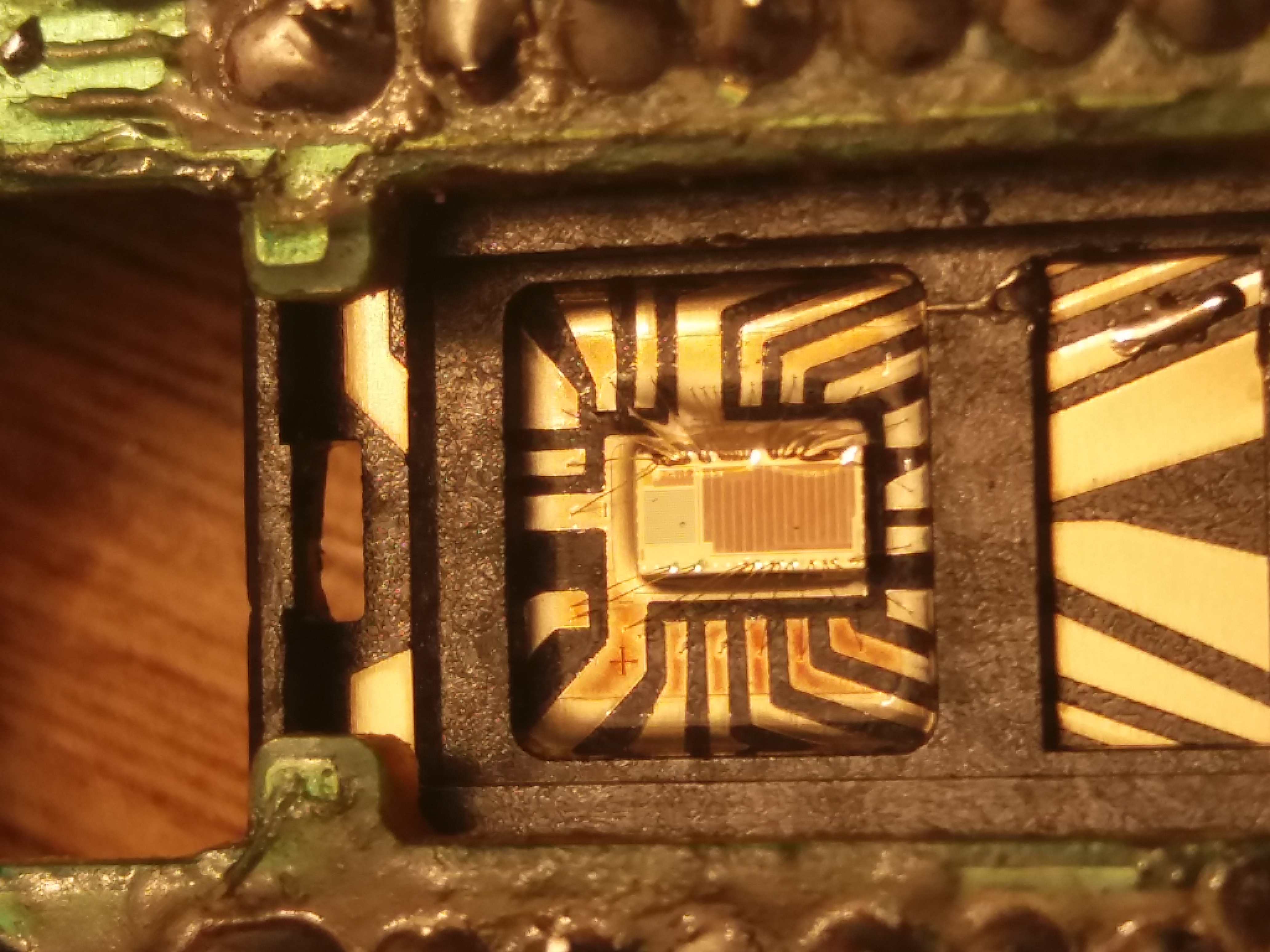
S5085 광 센서 IC 다이 (CMOS 센서 + 드라이버)

현대 광마우스의 기본 기술은 군사 목표 추적을 위해 국방 산업에서 개척된 기술인 디지털 이미지 상관이다. 1980년대 라이언 광마우스에는 간단한 이진 이미지 버전의 디지털 이미지 상관이 사용되었다. 광마우스는 이미지 센서를 사용하여 나무, 천, 마우스 패드 및 포마이카와 같은 재료의 자연적으로 발생하는 질감을 이미지화한다. 이 표면들은 발광 다이오드에 의해 얕은 각도로 비춰질 때, 일몰 시 언덕 지형처럼 보이는 뚜렷한 그림자를 드리운다. 이 표면들의 이미지는 연속적으로 캡처되어 서로 비교되어 마우스가 얼마나 움직였는지 결정한다.

### 작동 원리
광마우스에서 광학 흐름이 어떻게 사용되는지 이해하려면, 약간만 서로 어긋나 있는 동일한 개체의 두 장의 사진을 상상해 보라. 두 사진을 라이트 테이블 위에 놓아 투명하게 만든 다음, 이미지가 정렬될 때까지 한 장을 다른 장 위로 밀어보라. 한 사진의 가장자리가 다른 사진을 넘어가는 양은 이미지 간의 오프셋을 나타내며, 광마우스의 경우 마우스가 움직인 거리를 나타낸다.
광마우스는 초당 1,000장 이상의 연속 이미지를 캡처한다. 마우스가 움직이는 속도에 따라 각 이미지는 이전 이미지와 픽셀의 일부 또는 여러 픽셀만큼 오프셋될 수 있다. 광마우스는 교차 상관을 사용하여 이러한 이미지를 수학적으로 처리하여 각 연속 이미지가 이전 이미지와 얼마나 오프셋되는지 계산한다. 광 센서의 출력은 일반적으로 델타 X, Y 좌표이다. 일부 광학 IC는 이미지 데이터도 얻을 수 있다. 마우스는 일반적으로 빠른 데이터 처리를 위해 일종의 이미지 획득 시스템과 DSP 프로세서를 내장한다.
광마우스는 18 × 18 픽셀 배열의 단색 픽셀을 가진 이미지 센서를 사용할 수 있다. 센서는 일반적으로 이미지 저장 및 처리에 사용되는 ASIC와 동일한 ASIC를 공유한다. 하나의 개선 사항은 이전 움직임의 정보를 사용하여 상관 프로세스를 가속화하는 것이고, 다른 개선 사항은 보간 또는 프레임 건너뛰기를 추가하여 천천히 움직일 때 데드밴드를 방지하는 것이다.
휴렛 팩커드 컴퍼니의 현대 광마우스 개발은 1990년대 HP 연구소에서 일련의 관련 프로젝트를 통해 지원되었다. 1992년에 윌리엄 홀랜드는 미국 특허 5,089,712를 받았고, 존 에르텔, 윌리엄 홀랜드, 켄트 빈센트, 루이밍 잠프, 리처드 볼드윈은 종이 섬유 이미지를 상관시켜 프린터에서 선형 종이 전진을 측정하는 미국 특허 5,149,980을 받았다. 로스 R. 앨런, 데이비드 비어드, 마크 T. 스미스, 바클레이 J. 툴리스는 내비게이션 센서가 이동하는 표면의 미세한 고유 특징을 감지하고 상관시키는 데 기반을 둔 2차원 광학 내비게이션(즉, 위치 측정) 원리에 대해 미국 특허 5,578,813 (1996)과 5,644,139 (1997)를 받았다. 그리고 선형(문서) 이미지 센서의 각 끝의 위치 측정을 사용하여 문서 이미지를 재구성하는 데도 사용했다. 이것이 HP CapShare 920 휴대용 스캐너에 사용된 자유 스캔 개념이다. 현대 컴퓨터 마우스에 사용되는 바퀴, 공, 롤러의 한계를 명시적으로 극복하는 광학 수단을 설명함으로써 광마우스가 예측되었다. 이 특허는 트래비스 N. 블레이록, 리처드 A. 바움가트너, 토마스 호르낙, 마크 T. 스미스, 바클레이 J. 툴리스에게 수여된 미국 특허 5,729,008 (1998)의 기초를 형성했으며, 여기에서 표면 특징 이미지 감지, 이미지 처리 및 이미지 상관이 집적 회로에 의해 실현되어 위치 측정을 생성했다. HP 디자인젯 대형 프린터에서 미디어(종이) 전진의 정밀한 2D 측정에 광학 내비게이션을 적용하는 데 필요한 2D 광학 내비게이션의 향상된 정밀도는 2001년 레이몬드 G. 보솔레이 주니어와 로스 R. 앨런에게 수여된 미국 특허 6,195,475에서 더욱 개선되었다.

## 광원

### LED 마우스

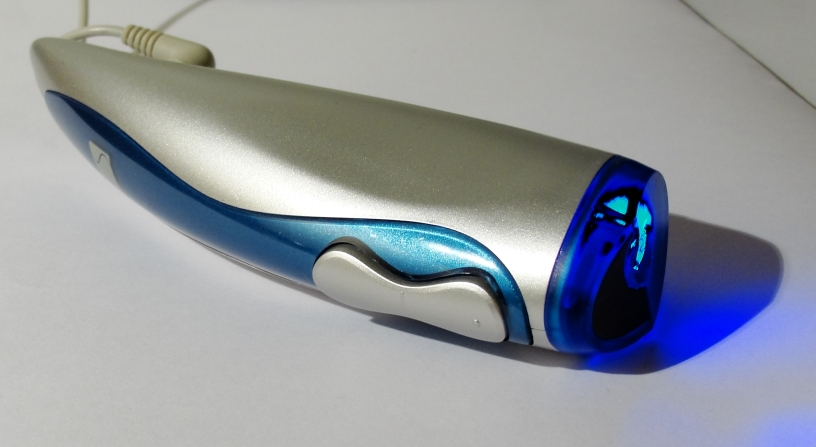
파란색 LED 기반 V-마우스 VM-101

광마우스는 처음 대중화되었을 때 종종 발광 다이오드(LED)를 조명에 사용했다. 광마우스 LED의 색상은 다양할 수 있지만, 빨간색 다이오드가 저렴하고 실리콘 광검출기가 빨간색 빛에 매우 민감하기 때문에 빨간색이 가장 일반적이다. IR LED도 널리 사용된다. 때로는 오른쪽에 보이는 V-마우스 VM-101의 파란색 LED와 같이 다른 색상이 사용되기도 한다.

### 레이저 마우스

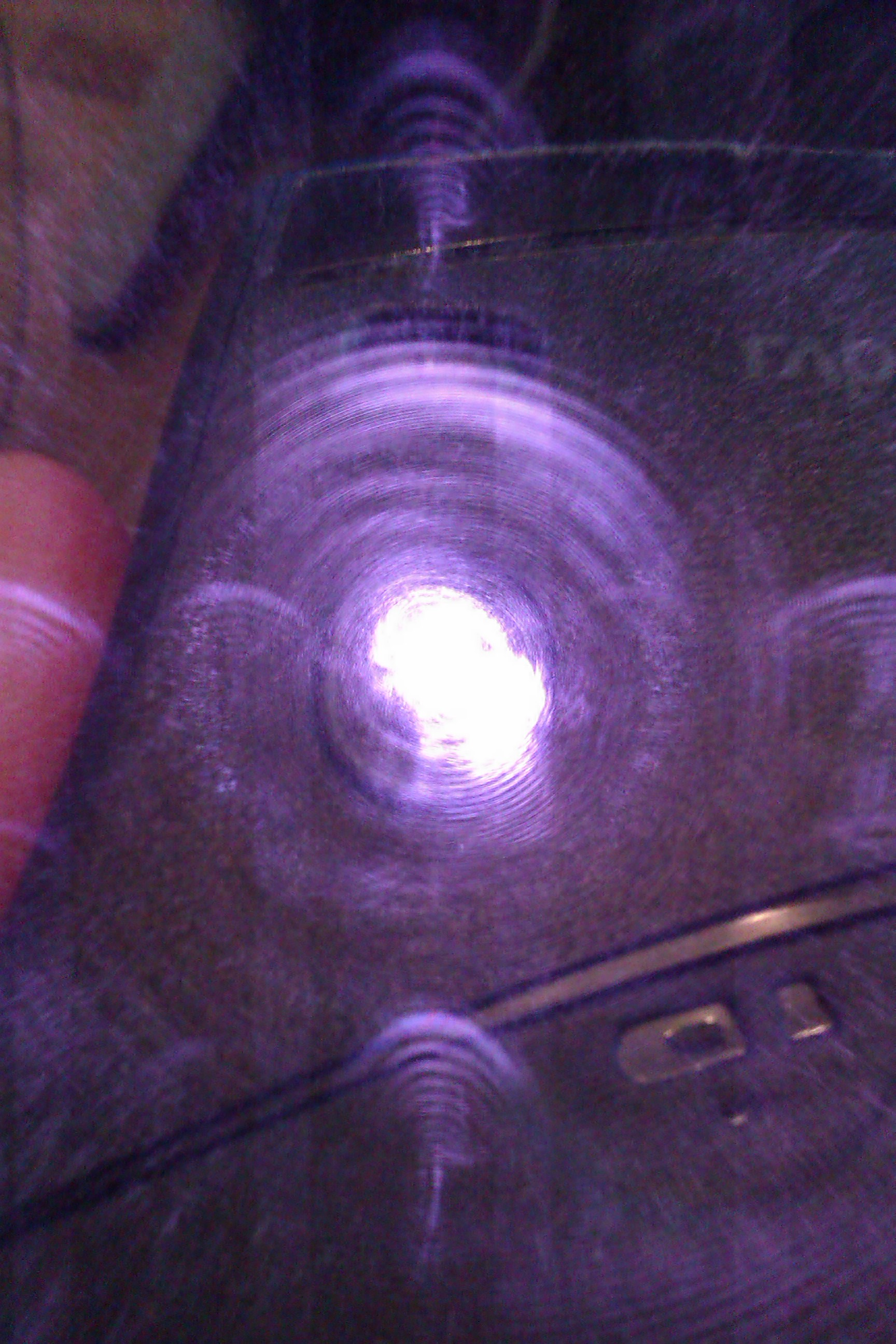
육안으로는 보이지 않지만, 이 레이저 마우스가 생성하는 빛은 CCD가 인간의 눈보다 더 넓은 빛 파장 범위에 민감하기 때문에 보라색으로 포착된다.

레이저 마우스는 센서 아래 표면을 비추기 위해 LED 대신 적외선 반도체 레이저를 사용한다. 일찍이 1998년에 썬 마이크로시스템즈는 썬 SPARCstation 서버 및 워크스테이션과 함께 레이저 마우스를 제공했다.
그러나 레이저 마우스는 2004년까지 주류 소비자 시장에 진입하지 못했는데, 이는 팔로알토의 애질런트 연구소 팀이 더그 베이니의 지휘 아래 850nm VCSEL 기반 레이저 마우스를 개발하여 추적 성능을 20배 향상시킨 이후였다. 통 시에, 마셜 T. 데푸에, 더글라스 M. 베이니는 저전력 소비 및 광범위한 내비게이션 VCSEL 기반 소비자 마우스에 대한 연구로 미국 특허 7,116,427과 7,321,359를 받았다. 로지텍의 폴 매친은 애질런트 테크놀로지스와 협력하여 MX 1000 레이저 마우스라는 새로운 기술을 선보였다. 이 마우스는 LED 대신 작은 적외선 레이저(VCSEL)를 사용하며 마우스가 찍는 이미지의 해상도를 크게 높였다. 레이저 조명은 LED 조명 광마우스에 비해 우수한 표면 추적 기능을 가능하게 했다.
2008년, 아바고 테크놀로지스는 VCSEL 기술을 사용하여 에미터가 IC에 통합된 레이저 내비게이션 센서를 선보였다.
2009년 8월, 로지텍은 유리 및 광택 표면에서 더 잘 추적하기 위해 두 개의 레이저가 장착된 마우스를 선보였으며, 이를 "다크필드" 레이저 센서라고 명명했다.

## 전원
제조업체는 종종 광마우스, 특히 배터리 전원 무선 모델을 가능하면 전력을 절약하도록 설계한다. 이를 위해 마우스는 대기 모드에서 레이저 또는 LED의 밝기를 줄이거나 깜박인다(각 마우스마다 다른 대기 시간이 있음). 일반적인 구현(로지텍)은 센서가 초당 다른 속도로 펄스되는 4가지 전력 상태를 가진다.
- 11500: 완전 켜짐, 움직일 때 정확한 응답을 위해 조명이 밝게 나타남.
- 1100: 움직이지 않을 때의 대체 활성 상태, 조명이 흐리게 나타남.
- 110: 대기
- 12: 절전 상태

이러한 모든 상태에서 움직임을 감지할 수 있다. 일부 마우스는 절전 상태에서 센서를 완전히 끄므로 깨우기 위해 버튼을 클릭해야 한다.
적외선 요소(LED 또는 레이저)를 활용하는 광마우스는 가시 스펙트럼 조명에 비해 배터리 수명을 크게 늘린다. 로지텍 V450 848nm 레이저 마우스와 같은 일부 마우스는 적외선 레이저의 낮은 전력 요구 사항으로 인해 2개의 AA 배터리로 1년 내내 작동할 수 있다.
비디오 게임 플레이와 같이 낮은 지연 시간과 높은 반응성이 중요한 용도로 설계된 마우스는 성능 향상을 위해 전력 절약 기능을 생략하고 유선 연결을 요구할 수 있다. 전력 절약을 희생하고 성능을 우선시하는 마우스의 예로는 로지텍 G5와 레이저 코퍼헤드가 있다.

## 광 마우스 대 기계식 마우스

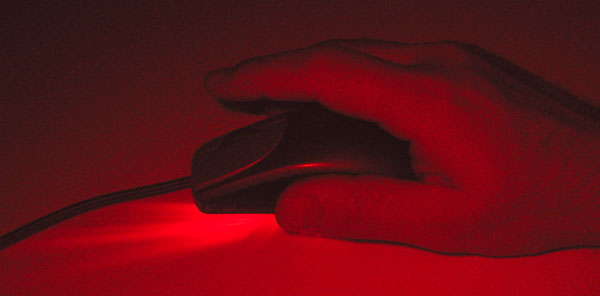
로지텍 iFeel 광마우스는 빨간색 LED를 사용하여 추적 표면에 빛을 투사한다.

먼지로 인해 추적 메커니즘이 막힐 수 있는 기계식 마우스와 달리 광마우스는 움직이는 부품(버튼 및 스크롤 휠 제외)이 없다. 따라서 광 방출기 아래에 쌓일 수 있는 이물질을 제거하는 것 외에는 유지 관리가 필요하지 않다. 그러나 광택이 있거나 투명한 표면(일부 마우스 패드 포함)에서는 일반적으로 추적할 수 없으며, 작동 중에 커서가 예측할 수 없게 움직이는 문제가 발생한다. 이미지 처리 능력이 떨어지는 마우스는 빠른 움직임을 추적하는 데도 문제가 있지만, 일부 고품질 마우스는 2m/s보다 빠르게 추적할 수 있다.
일부 레이저 마우스 모델은 광택이 있거나 투명한 표면에서도 추적할 수 있으며, 훨씬 높은 감도를 가진다.
2006년 현재 기계식 마우스는 광 마우스보다 평균 전력 요구 사항이 낮았다. 마우스가 사용하는 전력은 상대적으로 작으며, 제한된 용량의 배터리에서 전력을 공급받을 때만 중요한 고려 사항이다.
광학 모델은 고르지 않거나 미끄럽거나 부드럽거나 끈적이거나 느슨한 표면에서, 그리고 일반적으로 마우스 패드가 부족한 모바일 상황에서 기계식 마우스를 능가한다. 광마우스는 LED(또는 적외선 다이오드)가 조명하는 이미지를 기반으로 움직임을 렌더링하기 때문에 다색 마우스 패드와 함께 사용하면 성능이 불안정할 수 있다. 그러나 레이저 마우스는 이러한 문제가 없으며 이러한 표면에서도 추적할 수 있다.

## 같이 보기
- 트랙볼